# Мокрецкие Выселки
Мокрецкие Выселки — посёлок в Горшеченском районе Курской области России. Входит в состав Нижнеборковского сельсовета.

## География
Посёлок находится в восточной части Курской области, в лесостепной зоне, в пределах юго-западной части Среднерусской возвышенности, на левом берегу реки Убли, на расстоянии примерно 14 километров (по прямой) к юго-юго-востоку (SSE) от посёлка городского типа Горшечное, административного центра района. Абсолютная высота — 148 метров над уровнем моря.
Часовой пояс
Посёлок Мокрецкие Выселки, как и вся Курская область, находится в часовой зоне МСК (московское время). Смещение применяемого времени относительно UTC составляет +3:00.

## Население
| 2002 | 2010 |
| ---- | ---- |
| 54   | ↘37  |

Гендерный состав
По данным Всероссийской переписи населения 2010 года в гендерной структуре населения мужчины составляли 35,1 %, женщины — соответственно 64,9 %.
Национальный состав
Согласно результатам переписи 2002 года, в национальной структуре населения русские составляли 98 % из 54 чел.

## Улицы
Уличная сеть посёлка состоит из трёх улиц.